# Aida Begić
Pour les articles homonymes, voir Begić.
Aida Begic est une réalisatrice bosnienne, né le 9 mai 1976 à Sarajevo.

## Biographie
Aida Begić est diplômée en réalisation cinématographique et théâtrale de l'Académie des arts du spectacle de Sarajevo en 2000. Son film de fin d'études The First Death Experience est projeté dans plus de vingt festivals de cinéma internationaux. Ce film est sélectionné au 54e Festival de Cannes,.
Aida Begić est professeure de mise en scène à l'Académie des arts du spectacle de Sarajevo. En 2004, elle fonde avec Elma Tataragic la société de production MAMAFILM.
En 2008, elle réalise son premier long métrage Premières neiges. Elle fait le portrait d'une communauté de femmes vivant dans un village isolé de Bosnie. Pendant la guerre de Bosnie-Herzégovine, tous les hommes du village ont été assassinés. Les villageoises s'organisent et prennent en charge les orphelins.

## Prix et distinctions

### The First Death Experience
- Meilleur court métrage – 6e Festival du film d'Orense, Espagne, 2002
- Prix de la Critique – 30e Festival du Film de Huesca, Espagne, 2002
- Prix Methexis – Festival MedFilm, Italie, 2002
- Mention spéciale du jury – 9e Festival du film et du court métrage nouveaux médias de l'archipel, Italie, 2001.

### Premières neiges
- Grand Prix, semaine de la critique, Festival de Cannes, 2008

### Les enfants de Sarajevo
- Distinction, Un Certain Regard, Festival de Cannes, 2012

## Films
- 2001 : Première expérience de mort (Prvo smrtno iskustvo), c.m.
- 2003 : Le Nord est devenu fou (Sjever je poludio), c.m.
- 2008 : Premières Neiges (Snijeg)
- 2009 : Mamac
- 2011 : Do Not Forget Me Istanbul
- 2012 : Djeca (Enfants de Sarajevo)
- 2017 : Never Leave Me
- 2022 : Balada